# Comuna Teiu, Stînga Nistrului
Comuna Teiu este o comună din Unitățile Administrativ-Teritoriale din Stînga Nistrului, Republica Moldova. Este formată din satele Teiu (sat-reședință) și Tocmagiu.
Conform recensământului din anul 2004, populația localității era de 3.603 locuitori, dintre care 3.555 (98.66%) moldoveni (români), 5 (0.13%) ucraineni si 27 (0.74%) ruși.